# Wageningen (Suriname)
Wageningen est une commune du district de Nickerie au Suriname.
Le village de Wageningen est situé à environ 54 kilomètres de Nieuw Nickerie, la principale ville du district et à 203 kilomètres de Paramaribo, la capitale du Suriname. Wageningen dispose d'un bureau de police, d'un bureau administratif et d'un médecin. Il y a aussi une piste d'atterrissage pour les petits avions à usage agricole. 

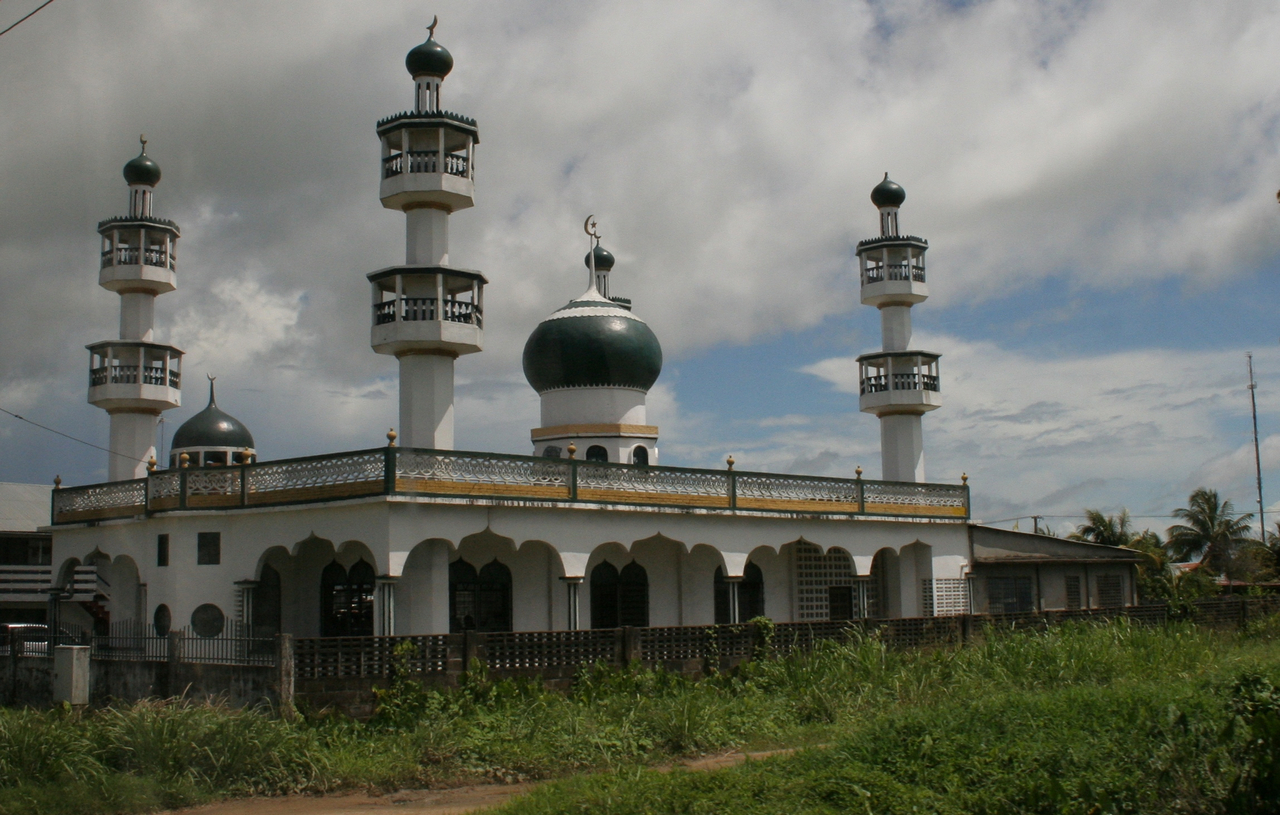
Mosquée de Wageningen